# Miguel Ventura Terra

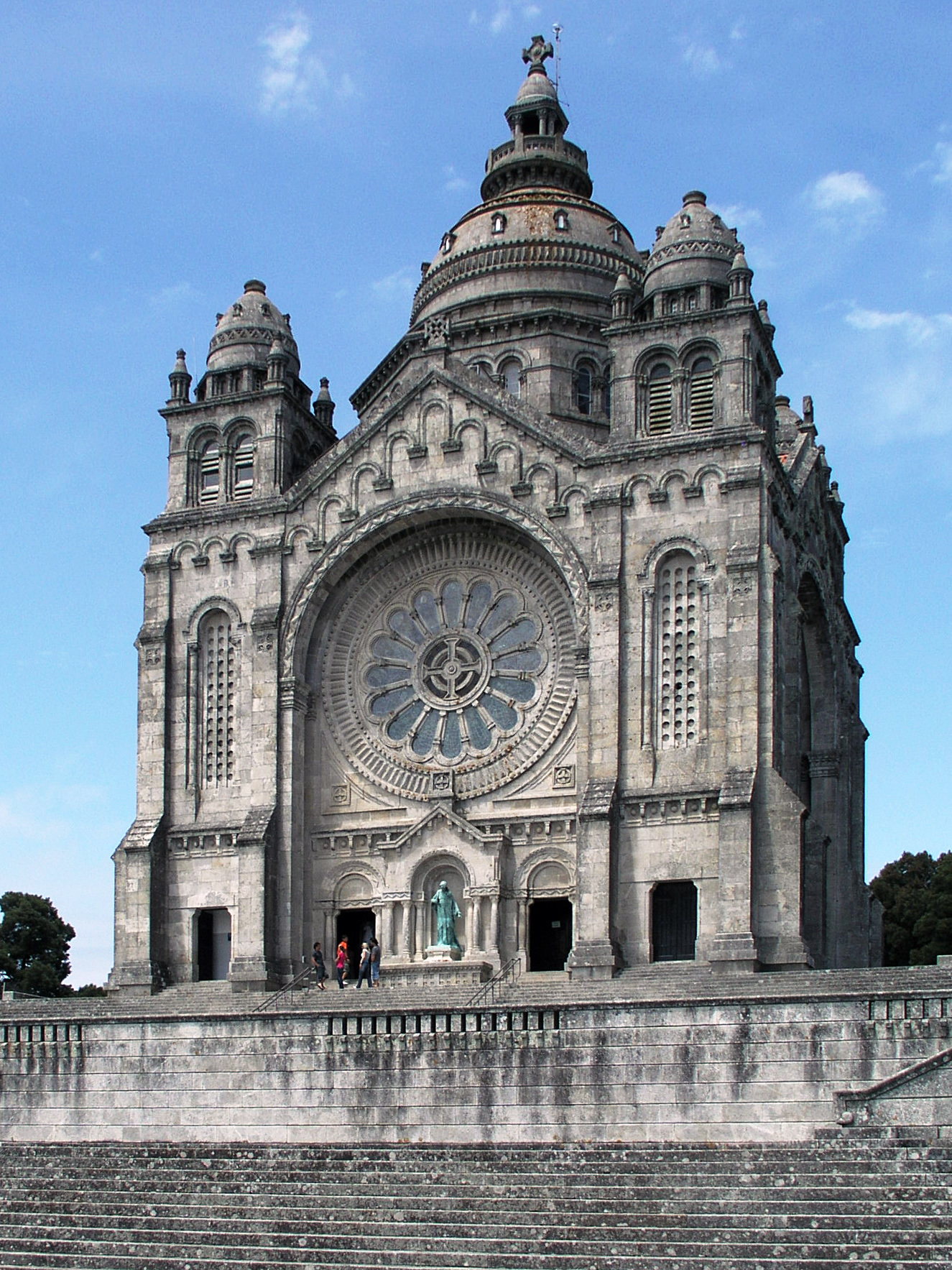
Santa Luzia, Viana do Castelo (1940)

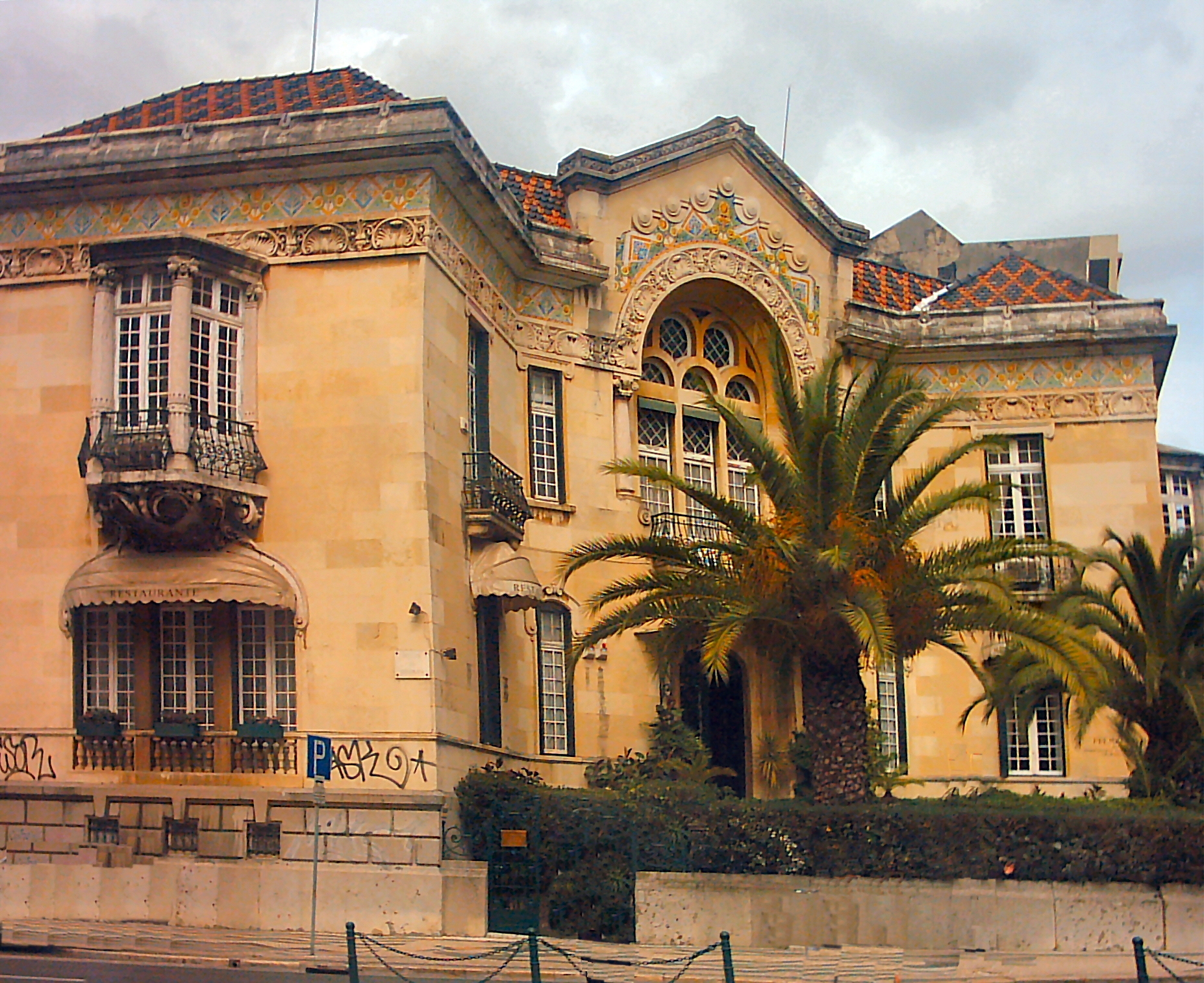
Valmor Mansion (Lissabon) (1906).

Miguel Ventura Terra, född 14 juli 1866, död 30 april 1919, var en portugisisk arkitekt.
Ventura Terra studerade i Porto och senare vid École de Beaux-Arts i Paris och blev lärjunge till arkitekt Victor Laloux, upphovsman till Gare de Orsay, i dag Orsaymuseet. När Ventura Terra återvände till Portugal blev även han en ryktbar arkitekt och ritade flera prisbelönta projekt.
Ventura Terra uppmärksammades av kung Karl I som erbjöd honom den passare som tillhört Johann Friedrich Ludwig, arkitekt till Konventet i Mafra. 
År 1908 valdes han in i Lissabons kommunalfullmäktige. 
De flesta av hans verk ligger i Lissabon, till exempel Politeama Teater (1912), Lissabons synagoga (1902-1904), Alfredo da Costa barnbördshus och renoveringen av São Bento Palace (tidigt 1900-tal), som inrymmer det portugisiska parlamentet. I Lissabon har han också byggt flera privata herrgårdar och byggnader, av vilka flera har vunnit det prestigefyllda Valmor Prize som utdelas av Lissabons kommun. 
I Viana do Castelo konstruerade han i nybysantinsk stil Santa Luzia-kyrkan (1903-1940).
Ventura Terra är begravd i Seixas i Caminha.

## Projekt
- Casa Ventura Terra - Valmorpriset, 1902.
- Casa Viscondes de Valmor - Valmorpriset, 1906.
- Palacete Mendonça - Valmorpriset, 1909.
- Edifício na Rua Alexandre Herculano, n.º 25 - Valmorpriset, 1911.
- Renovering av Palácio de São Bento, inklusive Sessionssalen, Sala dos Passos Perdidos och inledande skedet av Escadaria Nobre.
- Alfredo de Costa BB
- Lissabons synagoga
- Lyceu Camões (för närvarande Escola Secundária de Camões)
- Teatro-Club de Esposende (idag Kommunalt museum för Esposende)
- Teatro Politeama (Lissabon)
- Santa Luzia, Viana do Castelo